# タミル人民解放の虎
タミル人民解放の虎（たみるじんみんかいほうのとら、タミル語: தமிழ் மக்கள் விடுதலைப்புலிகள் Tamil Makkal Viduthalai Pulikal, TMVP、英語: Tamil Peoples Liberation Tigers）は、スリランカの政党。2004年に反政府組織タミル・イーラム解放のトラ (LTTE) のリーダーの一人であったビニャガマムーシ・ムラリタラン（通称カルナ司令官）が同派を離脱して創設した組織で、かつてはカルナ派と呼ばれていた。
設立当初はLTTEとの戦いにおいてスリランカ政府を支援する民兵組織であったが、2007年に正式な政党として登録された。2008年の東部州の州議会選挙では、党首代理であったSivanesathurai Chandrakanthanの下、与党連合である統一人民自由同盟の一員として選挙戦に臨み、勝利を収めた。TMVPの構成員はスリランカ政府の支援の下武装を継続しており、これはLTTEにより繰り返された彼らへの襲撃から自分たちの安全を守るためだとしている。TMVPは内戦においてスリランカ陸軍と共に各種作戦に関わっていたと信じられている。TMVPは内戦中の人権侵害の疑いで国内・国際双方の人権団体から告発されている。